# Eric Martin
Eric Martin (* 10. října 1960, Long Island, New York, Spojené státy americké) je americký rockový hudebník zaměřující se na zpěv. Nejvíce je znám díky svému angažmá ve skupině Mr. Big, kde působí od jejího založení roku 1988. Již v té době měl ale za sebou různá angažmá v mnoha jiných skupinách a také nějaká sólová alba. V jejich vydávání pokračuje i přes svoji činnost s kapelou. Od roku 2013 vystupuje jako host s metalovou operou Avantasia.

## Sólová alba
- Sucker for a Pretty Face (1983)
- Eric Martin (1985)
- I'm Only Fooling Myself (1987)
- Somewhere in the Middle (1998)
- I'm Goin' Sane (2002)
- Pure (2003; EP)
- Destroy All Monsters (2004)
- Mr. Vocalist (2008)
- Mr. Vocalist 2 (2009)
- Mr. Vocalist X-Mas (2009)
- Mr. Vocalist 3 (2010)
- Mr. Rock Vocalist (2012)